# Poulton (Cheshire)
Pour les articles homonymes, voir Poulton.
Poulton est un village du Cheshire, en Angleterre.